# Télescope Bernard Lyot

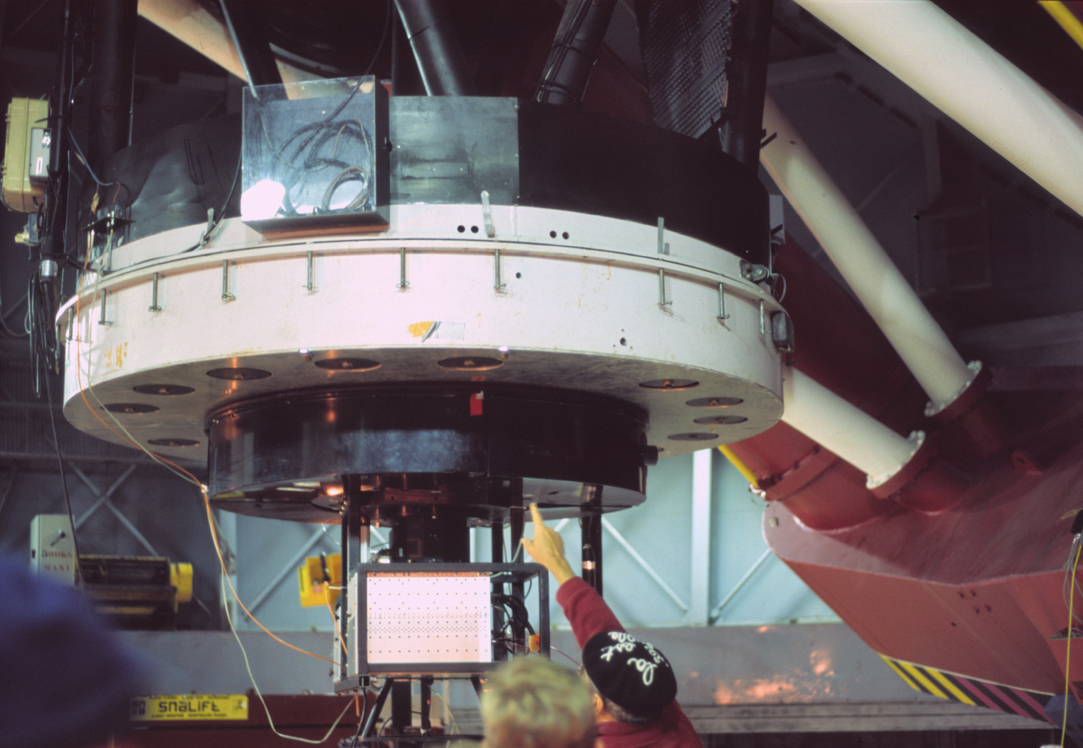
Le télescope Bernard Lyot

Le télescope Bernard Lyot (ou TBL) est un instrument de type Cassegrain, dépendant de l'Observatoire Midi-Pyrénées et installé à 2 878 mètres d'altitude à l'observatoire du pic du Midi de Bigorre, dans les Hautes-Pyrénées. Avec un diamètre de 2 mètres, c'est aujourd'hui le plus grand télescope optique en France métropolitaine.
Depuis novembre 2006, les observations réalisées au TBL mettent en œuvre le spectropolarimètre NARVAL. Ainsi, le télescope Bernard Lyot est aujourd'hui le seul instrument astronomique au monde principalement utilisé pour l'étude du magnétisme des étoiles. 
À partir de 2019, le TBL s'engage dans la voie de la vélocimétrie, avec le commissionnement de l'instrument NeoNarval, une version stabilisée en pression et température de Narval, prévu pour donner une sensibilité en vitesse radiale de 3 m/s (domaine des Jupiters chauds). En 2021, l'instrument SPIP, une copie de l'instrument SPIRou installé au télescope Canada-France-Hawaï, sera commissionné. SPIP aura une sensibilité vélocimétrique de 1 m/s et permettra de rechercher des exoplanètes semblables à la Terre autour d'étoiles de faible masse, d'étudier la formation de systèmes planétaires et l'impact des champs magnétiques sur ce processus. Enfin, un projet innovant de combinaison des deux instruments Neo-Narval et SPIP, appelé VISION, est en cours de développement pour utiliser les deux spectropolarimètres simultanément[réf. nécessaire].